# Балдуїн I (імператор Константинополя)
Балдуїн I (лат. Balduinus I; липень 1171 — 1205) — перший імператор Латинської імперії (1204—1205). Граф Еноський і Фландрський (1195—1205). Представник франкського Фландрського дому. Народився у Валансьєнні. Син графа Еноського  Балдуїна V і Маргарити, графині Фландрської, що успадкувала Фландрію після смерті свого бездітного брата Філіпа Ельзаського. Помер у Тирнові, Болгарія.

## Імена
- Балдуїн VI Еноський (фр. Baudouin VI de Hainaut) — за назвою графства.
- Балдуїн IX Фландрський (фр. Baudouin VI de Flandre) — за назвою графства.

## Біографія

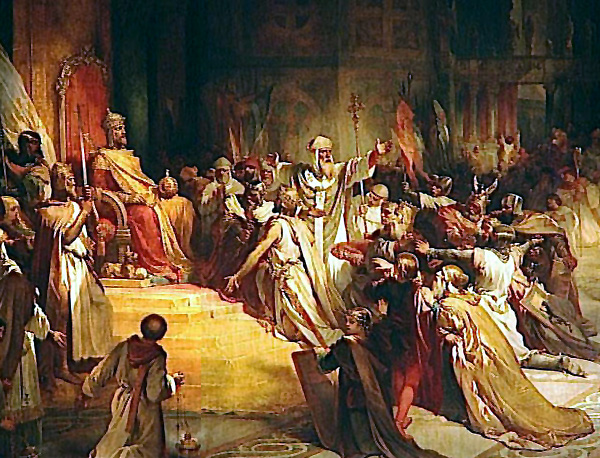
Луї Галле. Коронація Балдуїна I в Константинополі. Версаль.

У 1186 році одружився з Марією (1174—1204), дочкою графа Генріха I Шампанського.
Успадкував Фландрію після смерті матері 15 листопада 1194 і Ено — після смерті батька 18 грудня 1195. Хоча приніс омаж французькому королю Філіпу II, але висунув претензії на землі (зокрема, Артуа), передані французькій короні як посаг його сестри Ізабелли, першої дружини цього короля. У зв'язку з цим надавав підтримку англійським ворогам Філіпа, королям Річарду I Левове Серце та Іоанну I Безземельному. За договором з Філіпом Августом у Пероні в 1200 році Балдуїн повернув собі частину земель Артуа.
В результаті Четвертого хрестового похіду, приставши на пропозицію Венеції та вигнаного візантійського принца Олексія Ангела, який пообіцяв їм гроші в обмін за допомогу в поваленні його дядька, імператора Олексія III Ангела, і звільнення його батька Ісаака II Ангела. 
Після того як у квітні 1204 року хрестоносцями був захоплений Константинополь, став 16 травня 1204 імператором Латинської імперії.

Імператорська корона була спочатку запропонована Енріко Дандоло, дожеві Венеції, але той відмовився. Далі вирішили обирати між Балдуїном і номінальним лідером хрестового походу, Боніфацієм Монферратським. На користь Балдуїна зіграли його молодість, галантність і благочестя, а також популярність серед хрестоносців. За венеційської підтримки він був обраний імператором 9 травня 1204 року і коронований 16 травня в Соборі Святої Софії в урочистій церемонії за участю візантійського духовенства. Під час коронації Балдуїн був одягнений в пишні одежі, куплені ще імператором Мануїлом I Комніним за 62000 срібних марок. Дружина Балдуїна Марія, не знаючи про ці події, відпливла в Акру. Там вона дізналася про коронацію чоловіка, але померла в серпні 1204 року, так і не зустрівшись з ним.

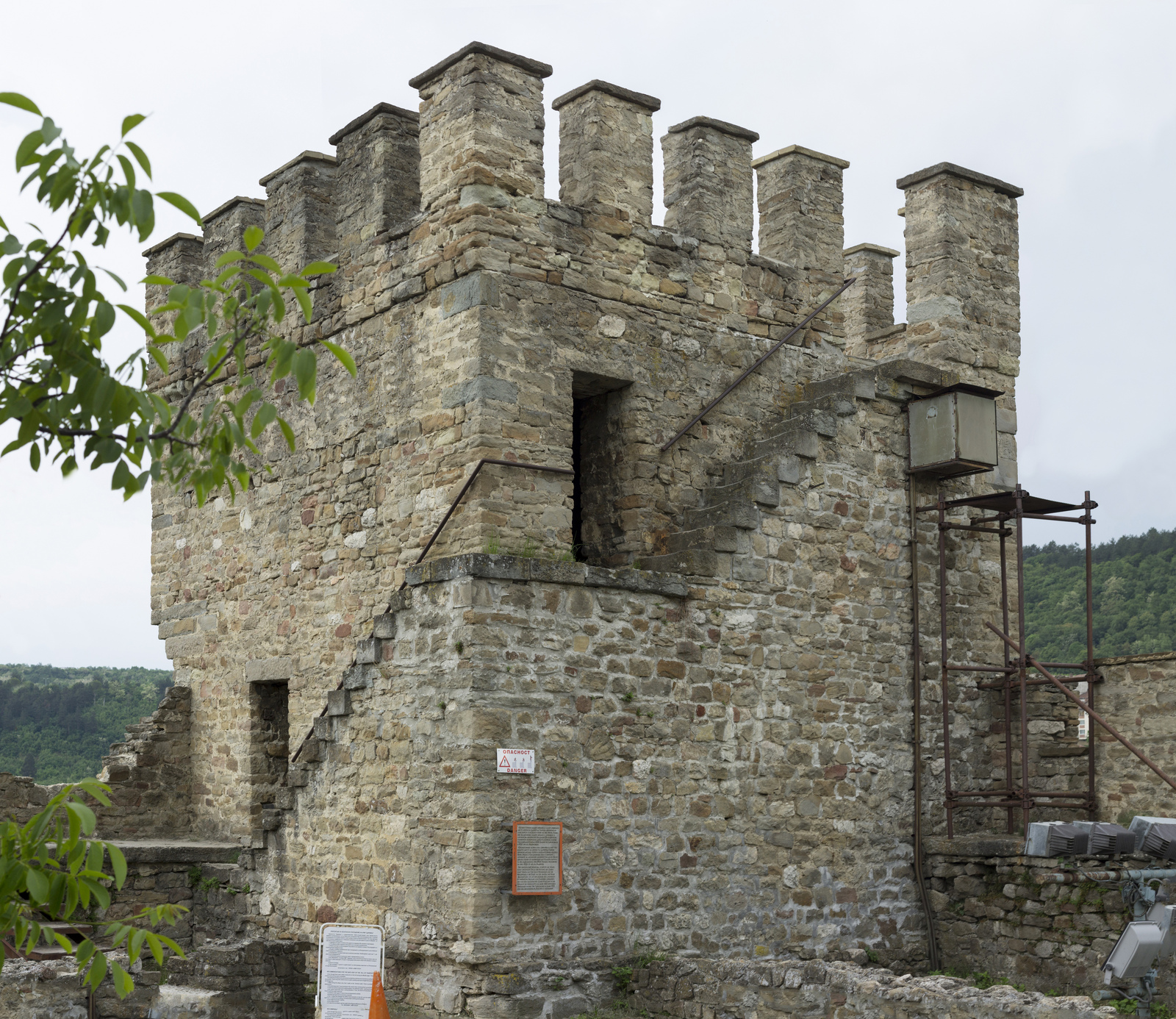
Башта Балдуїна в Велико-Тирново. Реконструкція 1930

Латинська імперія була організована за феодальним принципам. Імператор став сюзереном князів, які отримали від нього ділянки завойованої території. Його власний домен складався з Константинополя, сусідніх регіонів як на європейському, так і на азійському берегах, а також декількох островів, включаючи Лемнос, Лесбос, Хіос і Тенос. Причому багато територій ще потрібно було завоювати: в першу чергу, необхідно було зламати опір греків у Фракії і закріпитися в Солуні. У цьому поході влітку 1204 року Балдуїн вступив в конфлікт з Боніфацієм Монферратським, який отримав більшу територію Македонії з титулом короля Солунського.
Посварившись з болгарським царем Калояном, 14 квітня 1205 року латиняни зазнали поразки в битві під Адріанополем, і Балдуїн потрапив в полон до болгар.
Помер наприкінці 1205 року в ув'язненні в Тирново, Болгарія.
У середньовічній болгарській столиці Тирново досі збереглися фортечні ворота, що носять назву «Френські ворота». Вважається, що недалеко від них знаходилася вежа, в якій жив до кінця своїх днів полонений латинський імператор.